# NGC 560
NGC 560 is een lensvormig sterrenstelsel in het sterrenbeeld Walvis. Het hemelobject werd op 1 oktober 1785 ontdekt door de Duits-Britse astronoom William Herschel.

## Synoniemen
- PGC 5430
- UGC 1036
- MCG 0-4-151
- ZWG 385.145
- DRCG 7-4